# Pedro Adão e Silva
Pedro Adão e Silva (Lisboa, 1974) é sociólogo, docente universitário, comentador político e político português. Foi militante do Partido Socialista (PS), passando entretanto a independente, e foi Ministro da Cultura no XXIII Governo Constitucional da República Portuguesa. Foi também comissário executivo das comemorações dos 50 anos do 25 de Abril.

## Biografia

### Juventude e formação
Nasceu em Lisboa, em 12 de maio de 1974. É neto de Armando Adão e Silva, fundador do MUD e oposicionista ao regime do Estado Novo. 
Pedro Adão e Silva é licenciado em Sociologia pelo ISCTE-IUL (1997)   e doutorado em Ciências Sociais e Políticas pelo Instituto Universitário Europeu (2009). Docente académico do ISCTE, é especializado em políticas públicas e políticas sociais e investigador do CIES.

### Militância no Partido Socialista
Num perfil traçado em 2021, a revista Visão recordava que Pedro Adão e Silva começou a militar no PS aos 18 anos. Foi membro do Secretariado Nacional do partido, sob a liderança de Eduardo Ferro Rodrigues, mais tarde viria a desfiliar-se do partido, tornando-se independente.

### Comissão de comemoração dos 50 do 25 de abril de 1974
Foi a escolha de António Costa para definir o programa das comemorações do meio século da Revolução. De acordo com a resolução do Conselho de Ministros, o comissário executivo das comemorações teria uma remuneração de 3745,26 euros e 780,36 euros em despesas de representação, equiparado a diretor-geral da Administração Pública. Surgiram inúmeras criticas pela sua nomeação, Partido Social Democrata (PSD), CDS – Partido Popular (CDS-PP), Chega (CH), Pessoas–Animais–Natureza (PAN) e Iniciativa liberal (IL) foram os partidos que mais criticaram a escolha. Foi criticado por André Ventura por "receber um salário mensal de 4600 euros para um evento que dura apenas um dia" e Inês Sousa Real afirmou ser "incompreensível" os montantes exigidos por Adão e Silva, que podem chegar até aos 4525 euros por mês e a uma equipa de 12 pessoas.
Em declarações à comunicação social, Adão e Silva explicou que deixaria de ser remunerado como professor no Iscte-iul (continuando a leccionar) e que o valor da sua remuneração seria o mesmo de várias estruturas de missão existentes no quadro da administração pública. As comemorações do 25 de abril foram pensadas para cobrir um arco temporal longo, iniciando-se no dia em que o país passou a ter mais dias de democracia do que de ditadura, terminando no final de 2026, ano em que se cumprem os 50 anos das primeiras eleições autárquicas e regionais.

### Carreira governativa
No dia 30 de março de 2022, tomou posse como Ministro da Cultura. Enquanto ministro da Cultura, o Orçamento do setor aumentou significativamente, o que foi sentido nomeadamente nos concursos de apoio às artes e no reforço do fundo de apoio ao cinema e turismo; denunciou o protocolo de comodato existente com o comendador Joe Berardo - o que tornou possível a abertura do MAC-CCB -; integrou a Coleção Ellipse na Coleção de Arte Contemporânea do Estado; determinou que os diretores-artísticos dos Teatros Nacionais passassem a ser escolhidos por concurso público internacional e levou a cabo uma reorganização orgânica da área dos museus e do património, o que levou à criação do Património Cultural, I.P. (que sedeou no Porto) e à empresa pública, Museus e Monumentos de Portugal. A revisão profunda do regime de mecenato que foi preparada durante o seu mandato acabaria por ser chumbada pelo Parlamento, já na legislatura seguinte, durante o Governo presidido por Luís Montenegro.
Adão e Silva teve declarações polémicas ao recuperar uma afirmação do General Ramalho Eanes em que este dizia que não se celebra o que divide. Nesse sentido, afirmou que o 25 de novembro de 1975 não não deveria ser celebrado no âmbito dos 50 anos do 25 de abril de 1974, pois "divide e diz pouco à sociedade". Na sua perspetiva "todos os partidos, entidades e organizações devem promover as suas próprias celebrações", "têm de ser plurais naquilo que é a iniciativa da comissão [executiva], mas também têm de ser um momento para todos fazerem as suas próprias comemorações".  Após essa declaração o Presidente da República, Marcelo Rebelo de Sousa declarou "O 25 de Novembro é posterior ao 25 de Abril, cabe no processo revolucionário, merece, naturalmente – eu sempre o assinalei".

### Presença nos media
É habitual a sua presença em vários meios de comunicação:
- Foi comentador na RTP, na Sport TV, na TSF e na SIC-Notícias.
- Foi colunista de A Capital, do I, do Diário Económico e do Expresso.[12]
- Foi colunista no Record e na SurfPortugal.[13]
- É colunista no Público e comentador na CNN Portugal em oposição a Sebastião Bugalho.[14]